# Пустковик смугастий
Пустковик смугастий (Calamanthus fuliginosus) — вид горобцеподібних птахів родини шиподзьобових (Acanthizidae). Ендемік Австралії. Мешкає в південно-західній Австралії і на Тасманії.

## Підвиди
Виділяють чотири підвиди:
- C. f. albiloris North, 1902 (південно-східна Австралія на захід від Бассової протоки);
- C. f. bourneorum Schodde & Mason, IJ, 1999 (південно-східна Австралія на схід від Бассової протоки);
- C. f. fuliginosus (Vigors & Horsfield, 1827) (схід Тасманії);
- C. f. diemenensis North, 1904 (захід Тасманії).